# Бектас (Костанайская область)
Бектас (каз. Бектас, до 199? г. — Дальнее) — упразднённое село в Костанайской области Казахстана. Находилось в подчинении городской администрации Аркалыка. Входило в состав Целинной сельской администрации. Ликвидировано в 2009 году.

## Население
По данным переписи 1999 года в селе проживало 30 человек (18 мужчин и 12 женщин).